# Synagoga w Buku
Synagoga w Buku – neoromańska synagoga znajdująca się w Buku przy ulicy Mury. Jest najlepiej zachowaną synagogą w Wielkopolsce.

## Historia
Synagoga została zbudowana według projektu niemieckiego architekta, historyka sztuki Alfreda Grottego w 1893, 1900-1905 albo w 1909, który to rok wyraźnie jest odrzucany w innych źródłach na miejscu starej synagogi, która została zniszczona w czasie Wiosny Ludów w 1848. W okresie międzywojennym społeczność żydowska była nieliczna i pozbawiona miejscowego rabina, choć odnotowała wzrost w latach 30. XX wieku. Podczas II wojny światowej hitlerowcy zdewastowali synagogę i urządzili w niej najpierw areszt tymczasowy dla bukowskich Żydów a potem stolarnię i fabrykę mebli. Po wojnie, od 1950 budynek synagogi służył jako siedziba klubu sportowego MKS Patria Buk.
Następnie w 1977 próbowano zaadaptować ją na bibliotekę i dom kultury, lecz w 1987 roku przejęła ją Fundacja Rodziny Nissenbaumów, która w 1988 roku przeprowadziła w niej rozległy remont. W 1994 ze środków Wojewódzkiego Konserwatora Zabytków w Poznaniu i współudziale Fundacji Rodziny Nissenbaumów synagoga została gruntownie wyremontowana, a teren uporządkowany i ogrodzony. Remont synagogi wykonano wg proj. Stankowskich z Poznania z przeznaczeniem go na cele muzealno - religijne. Synagoga została zwrócona Związkowi Gmin Wyznaniowych Żydowskich w Polsce, który w 2009 sprzedał budynek Miastu Buk.
Od 1 lutego 1988 figuruje wraz z sąsiednią dawną szkołą talmudyczną w rejestrze zabytków Narodowego Instytutu Dziedzictwa. W synagodze sporadycznie potem odbywały się nabożeństwa, organizowane przez poznańską filię Związku Gmin Wyznaniowych Żydowskich w RP. Od 2 listopada 2009 synagoga jest ponownie własnością Gminy Buk. Jeszcze w 2014 była używana jedynie okazjonalnie. Po kapitalnym remoncie przeprowadzonym w latach 2017-2018 obiekt przemianowano na wielofunkcyjną Salę Miejską, w której odbywają się śluby cywilne, posiedzenia rady miejskiej oraz wydarzenia kulturalne i artystyczne o różnym charakterze.

## Architektura
Murowany budynek synagogi wzniesiono na planie prostokąta w stylu neoromańskim. Fasada liczy 13,20 m, długość budynku (z wyjątkiem wnęki) wynosi 19,20 m, a wysokość 12 m. We wschodniej części znajduje się główna sala modlitewna, którą z trzech stron otaczają wsparte na słupach galerie dla kobiet, na których balustradach zachowały się gwiazdy Dawida. W zachodniej części znajduje się przedsionek. Oryginalne wyposażenie nie przetrwało, a wnękę po Aron ha-kodesz zamurowano.
Zachował się natomiast piękny wystrój zewnętrzny synagogi, w tym oryginalna fasada z trzema wejściami, w środku dla mężczyzn, a dwoma bocznymi dla kobiet. Elewacja frontowa została zwieńczona została szczytem w stylu neoromańskim. Po bokach akcentują ją dwa filary zakończone sterczynami wystającymi ponad połać dachu, przekryte dwuspadowymi daszkami. Boniowany ryzalit zakończony jest trójkątnym szczytem ze sterczyną. Szczyt fasady, ozdobiony jest fryzem arkadkowym, podobne jak dwie arkadki, które umieszczone zostały w sterczynach bocznych. Nad głównym wejściem znajdują się puste miejsce na tablice Dekalogu. Na elewacjach bocznych znajdują się po dwa rzędy półokrągle zakończonych okien.